# マス・ラピッド・トランジット (シンガポール)
マス・ラピッド・トランジット（英語: Mass Rapid Transit, MRT、中国語: 新加坡地铁 (大众捷运系统)、略称：地铁）とは、シンガポールのラピッド・トランジット。

## 概要
南北線（North-Sourth Line）、東西線(East -West Line)、北東線(North-East Line)、環状線(Cercle Line)、ダウンタウン線(Downtown Line)、トムソン・イーストコースト線(Thomson-East Coast Line)の6路線が開業している。運営は、南北線・東西線・環状線・トムソン・イーストコースト線がSMRTトレインズ、北東線とダウンタウン線がSBSトランジットにより行われており、それらを陸上交通庁(Land Transport Authority)が統括している。
軌間は全て1,435mm（標準軌）。電化方式は、北東線のみが直流1,500V架空線集電、その他が直流750Vの第三軌条集電。駅は地下駅もしくは高架駅で、地下駅には当初よりすべてスクリーンドアが設置されており、高架駅に関しても安全に配慮しスクリーンドアが設置された。一部路線は自動運転で運行されている。

## 歴史
最初のMRT計画は、1967年に「1992年までに都市鉄道が必要になる」として当時の都市プランナーより提起されたものに遡る。その後、バスのみの交通システムの方がコスト的に有利であるとの議論もなされたが、リー・クアンユー首相は、バスのみの交通システムは、極めて狭い国土の中では適切ではないとの判断を下した。
50億シンガポールドルのMRT初期建設費は、当時のシンガポール最大の公共プロジェクトとして、1983年10月22日にShan Roadで開始された。MRTネットワークは段階的に建設され、まずはシンガポールの中心部を通り多くの利用客が見込まれる 南北線(North South Line)から着手された。MRTC (Mass Rapid Transit Corporation)が、1983年10月14日に設立され、Mass Rapid Transit Authorityの職責を引き継いだ。MRTCは、後にSMRT Corporationと改名された。
1987年11月7日に、南北線が総延長6km、5つの駅で開業にこぎつけた。 その後、15の駅が開業し、1988年3月12日にMRTシステムの正式スタートがリー首相によって宣言された。さらに21駅が相次いで開業し、1990年7月6日の東西線(East West Line)ブーン・レイ駅の開業は計画より2年も早くなるなど、建設は急ピッチで進められた。

## 路線
| 南北線                                 |                             | 1987年11月7日               | -                           | ジュロン・イースト                  | マリーナ・サウス・ピア        | 27  | 45     | ビシャン車両基地 ウル・パンダン車両基地 チャンギ車両基地 トゥアス車両基地 | SMRTトレインズ  |
| 東西線                                 |                             | 1987年12月12日              | -                           | パシール・リス チャンギ・エアポート | トゥアス・リンク タナ・メラ   | 35  | 49     | ビシャン車両基地 ウル・パンダン車両基地 チャンギ車両基地 トゥアス車両基地 | SMRTトレインズ  |
| 環状線                                 |                             | 2009年5月28日               | 2026年                      | ドビー・ゴート マリーナ・ベイ       | ハーバー・フロント スタジアム | 30† | 35.4   | キム・チュアン車両基地                                                    | SMRTトレインズ  |
| † 開業していないブキ・ブラウン駅は除く |                             |                             |                             |                                     |                               |     |        |                                                                           |                 |
| トムソン・イーストコースト線           |                             | 2020年1月31日               | 2026年                      | ウッドランズ・ノース                | ベイショア                    | 27  |        | マンダイ車両基地                                                          | SMRTトレインズ  |
| 小計 (SMRTトレインズ運行):             | 小計 (SMRTトレインズ運行):  | 小計 (SMRTトレインズ運行):  | 小計 (SMRTトレインズ運行):  | 小計 (SMRTトレインズ運行):          | 小計 (SMRTトレインズ運行):    | 108 | 141.9+ |                                                                           |                 |
| 北東線                                 |                             | 2003年6月20日               | -                           | ハーバー・フロント                  | プンゴル・コースト            | 17  | 22     | センカン車両基地                                                          | SBSトランジット |
| ダウンタウン線                         |                             | 2013年12月22日              | 2026年                      | ブキ・パンジャン                    | エキスポ                      | 34  | 41.9   | キム・チュアン車両基地                                                    | SBSトランジット |
| 小計 (SBSトランジット運行):            | 小計 (SBSトランジット運行): | 小計 (SBSトランジット運行): | 小計 (SBSトランジット運行): | 小計 (SBSトランジット運行):         | 小計 (SBSトランジット運行):   | 51  | 63.9   |                                                                           |                 |
| 合計:                                  | 合計:                       | 合計:                       | 合計:                       | 合計:                               | 合計:                         | 129 | 205.8  |                                                                           |                 |

## 延伸・新線計画

### ダウンタウン線 (Downtown Line)
2013年度に一部開業。しかし、第一段階の開業では環状線の支線という扱いになる。第2期区間は2015年12月27日に営業を開始し、2017年10月21日に第3期が開業した。環状線と同じく、ダウンタウン線は3両編成で運行予定。

### トムソン・イーストコースト線 (Thomson-East Coast Line)
計画されていたトムソン線とイースタン・リージョン線を１本にした路線でウッドランズ・ノース駅から、マリーナ・ベイ駅を経由してスンゲイ・ベドック駅までを結ぶ路線。2020年1月31日にウッドランズ・サウス駅までの第1期区間が開業して、2021年8月28日にコールデコット駅までの第2期区間が開業して、最近2022年11月13日にガーデンズ・バイ・ザ・ベイ駅までの第3期区間が開業した。その後順次延伸され、第5期区間は2026年開業予定。

## 車両

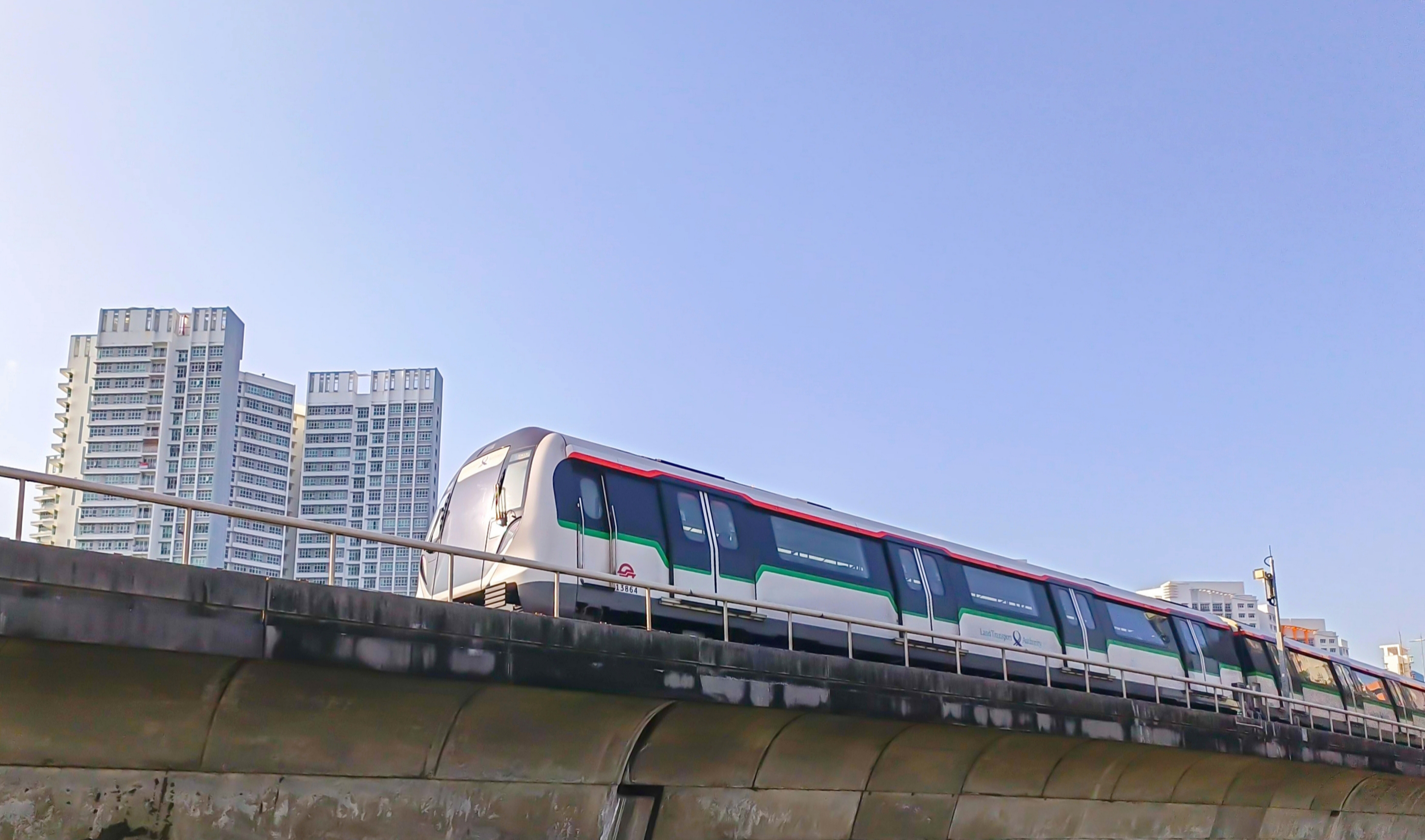
R151形電車

- C151形電車 （川重、日車東急、近車製）
- C651形電車 （シーメンス製）
- C751A形電車 （アルストム製メトロポリスシリーズ）
- C751B形電車 （川重、日車製）
- C830形電車（英語版） （アルストム製メトロポリスシリーズ）
- C830C形電車（英語版） （アルストム製メトロポリスシリーズ）
- C851E形電車（英語版） （北東線バリアント） （アルストム製メトロポリスシリーズ）
- C151A形電車 （川重、四方機車車輛製）
- C951形電車（英語版）（ボンバルディア・トランスポーテーション製Movia（英語版）シリーズ）
- R151形電車（英語版） （アルストム製Movia（英語版）シリーズ）

導入予定
- C851E形電車（英語版）（環状線バリアント）  （アルストム製メトロポリスシリーズ）

## 罰則

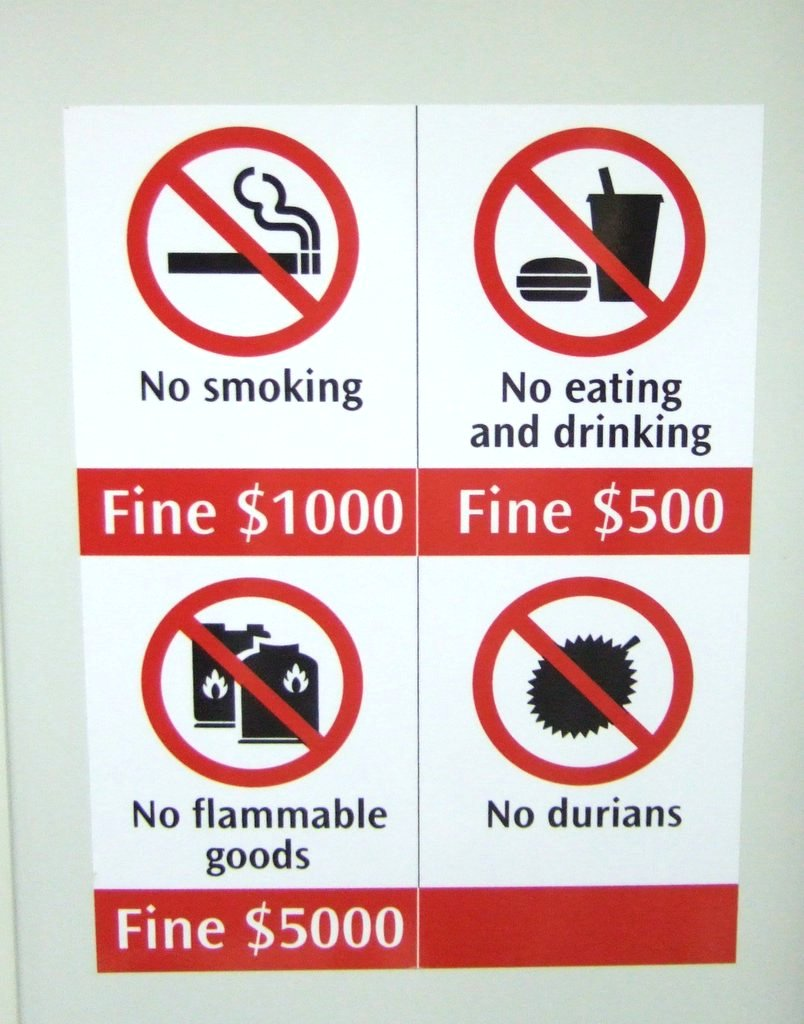
車内に貼ってある警告

MRTにおいては、ラピッド・トランジット・システム法（Rapid Transit Systems Act）に基づき、喫煙行為や飲食行為に対して罰金刑が定められており、各駅にもその旨が掲示されている。このほか、罰則はないもののドリアンを持ち込むことも禁止されている。
罰金の例
- 可燃性の液体、気体の持込 - 5,000S$の罰金
- 線路内侵入 - 5,000S$の罰金
- 喫煙 - 1,000S$の罰金
- 飲食 - 500S$の罰金（駅プラットホームでも対象）

## 混雑緩和措置
シンガポール全体の人口が移民により増加していることもあり、地下鉄利用者の数も増加中。8時台の通勤ラッシュが著しくなったことから、2013年6月には政府が資金を出して、始発から7時45分までに市内中心部の駅に降車する客の運賃を無料にする試験的な取り組みが行われた。数%ではあるが、混雑のピークを緩和する効果が認められたため、早朝時間帯の運賃無料化は2014年まで継続された。
2024年現在では、平日の始発から朝7:45までの間に自動改札機から入場した場合、運賃が一律50セント引きとなる施策が実施されている。

## 乗車券
2022年以降、MRTに乗車するためには、EZ-linkカード、シンガポールの銀行が発行するNETSカード、クレジットカードのタッチ決済「SimplyGo」が必要となり、普通乗車券のスタンダードチケットは廃止された。また、陸上交通省は2024年6月1日以降、EZ-LinkカードやNETSカードが「SimplyGo」に対応していない場合、公共交通機関で使用できなくなることを発表した（子供、学生用などの割引カードは対象外）。このほかに、観光客向けの一日乗車券である「SINGAPORE TOURIST PASS」も発売されている。以下はかつて発行されていたスタンダードチケットの運用方法である。

### 乗車券の使い方
普通乗車券は、紙のものが発行されるが、ICチップが内蔵されており、定期券サイズである。改札を出る際、乗車券は回収はされず、1枚の乗車券は最大で6回まで再利用できる仕組みである(但し、発行日から30日以内という期限付）。紙の乗車券を持っていない状態で券売機にて乗車券を購入する際は、本来の運賃とは別に乗車券のデポジットとしてS$0.10を徴収される。再利用可能な紙の乗車券を持った状態で券売機を利用する際は、その乗車券を券売機に設置されている読取部に置くと、自動的に運賃が支払われ、持参した乗車券に乗車券としてのデータが記録される仕組みである。3回目の乗車の際、本来の運賃からS$0.10を引いた運賃を支払うことになり、その際に、最初に支払ったデポジット分は相殺される。さらに、その乗車券でできる最後の乗車、つまり6回目の乗車の際も本来の運賃のS$0.10引きの運賃を支払うことになり、その際は、S$0.10の割引を受けたということになる。
かつては、プラスチック製のIC式普通乗車券が発行され、改札を出たあとに、デポジット返却機を使い、IC式普通乗車券を返却、デポジットの返却を受けるシステムだった。当時のIC式普通乗車券に対するデポジットは、S$1であった（現在はソウルやその近郊の首都圏電鉄でこの方式が用いられている）。
また、EZ-linkカードと呼ばれる、IC乗車カードもあり、MRT以外にもバスなどの交通機関や、駐車場、コンビニでの支払い等にも使える。本カードを使うと割引運賃が適用され、地下鉄とバスを乗り継いで利用した場合、総移動距離で運賃が計算される総距離制運賃が適用されるため、普通乗車券を利用するよりも安くなる。この制度は公共交通機関がSMRTを中心に統一されていることが背景にある。
2019年4月4日より、NFC機能を利用した「SimplyGo」サービスを開始し、MastercardコンタクトレスやVisaのタッチ決済(Visa Contactless)、NFCに対応したApple Pay、Google Payでも乗車できるようになった。